# Edward Dahlberg
Edward Dahlberg (* 22. Juli 1900 in Boston, Massachusetts; † 27. Februar 1977 in Santa Barbara, Kalifornien) war ein US-amerikanischer Schriftsteller und Essayist, der vor allem durch seinen autobiografischen Roman Denn ich war Fleisch bekannt wurde.

## Leben
Dahlberg, Sohn einer Friseursalonbesitzerin, beendete 1917 seinen Besuch der Jewish Orphan's Asylum High School in Cleveland und leistete anschließend zum Ende des Ersten Weltkrieges 1918 seinen Wehrdienst in der US Army. 1922 begann er ein Studium an der University of California, Berkeley und wechselte dann 1923 zu einem Studium der Philosophie an die Columbia University, die er 1925 mit einem Bachelor of Philosophy beendete. Danach lebte er für einige Zeit in Paris sowie in Greenwich Village, dem Künstlerviertel von New York City.
Sein literarisches Debüt gab er 1929 mit dem Roman Bottom Dogs, dessen Einleitung von D. H. Lawrence verfasst wurde. Nach dem darauf folgenden Roman From Flushing to Cavalry (1932), beschrieb er in dem Roman Those Who Perish (1934) seine Erfahrungen und Erlebnisse während eines Aufenthalts im Berlin zur Zeit der Machtergreifung 1933. Ferner veröffentlichte Dahlberg, der von 1933 bis 1936 Mitglied der Kommunistischen Partei der USA war, zahlreiche weitere Bücher über Literaturkritik, Essays, Gedichte und Briefwechsel.
Dahlberg, der an zahlreichen Hochschulen wie dem Black Mountain College unterrichtete,
lebte 1955 zeitweise auf Bornholm sowie später auf Mallorca. Seinen größten Erfolg hatte er mit seinem 1964 veröffentlichten autobiografisch geprägten Roman Because I Was Flesh, der unter anderem auch in die deutsche Sprache übersetzt wurde und unter dem Titel Denn ich war Fleisch erschien. 1968 wurde er zum Mitglied des National Institute of Arts and Letters gewählt.
1976 erhielt er ein Guggenheim-Stipendium und veröffentlichte im gleichen Jahr den Roman The Olive of Minerva.

## Veröffentlichungen
- Bottom Dogs (1929, Roman)
- From Flushing to Calvary (1932, Roman)
- Those Who Perish (1934, Roman)
- Do These Bones Live? (1941, Kritiken)
- Flea of Sodom (1950)
- The Sorrows of Priapus (1957)
- Truth Is More Sacred (1961)
- Because I Was Flesh (1964, Memoiren)
- Alms for Oblivion (1964, Essays)
- Reasons of the Heart (1965, Maximen)
- Cipango’s Hinder Door (1965, Gedichte)
- The Dahlberg Reader (1967, Anthologie)
- Epitaphs of Our Times (1967, Briefe)
- The Leafless American (1967)
- The Carnal Myth (1968)
- The Confessions of Edward Dahlberg (1971, Memoiren)
- The Olive of Minerva (1976, Roman)

in deutscher Sprache
- Denn ich war Fleisch, München 1968